# Мала енциклопедија Просвета
Мала енциклопедија Просвета је енциклопедија коју је издавала издавачка кућа Просвета.

## Издања

### Прво издање
Прво издање објављено је 1959. у две књиге.
|   | Чланци/слова | Година објављивања | Број страница |
| - | ------------ | ------------------ | ------------- |
| 1 | А-Љ          | 1959.              | 796           |
| 2 | М-Ш          | 1959.              | 1066          |

### Друго издање
Друго издање објављено је 1968-69. у две књиге.
|   | Чланци/слова | Година објављивања | Број страница |
| - | ------------ | ------------------ | ------------- |
| 1 | А-Љ          | 1968.              | 970           |
| 2 | М-Ш          | 1969.              | 982           |

### Треће издање
Треће издање објављено је 1978. у три књиге.
|   | Чланци/слова | Година објављивања | Број страница |
| - | ------------ | ------------------ | ------------- |
| 1 | А-Ј          | 1978.              | 798           |
| 2 | К-П          | 1978.              | 942           |
| 3 | Р-Ш          | 1978.              | 753           |

### Четврто издање
Четврто издање објављено је 1986. у три књиге.
|   | Чланци/слова | Година објављивања | Број страница |
| - | ------------ | ------------------ | ------------- |
| 1 | А-Ј          | 1986.              | 1007          |
| 2 | К-Пн         | 1986.              | 1016          |
| 3 | По-Ш         | 1986.              | 1019          |

### Фототипско издање
Фототипско издање Мале енциклопедије Просвете изашло је  1990. године према четвртом издању из 1986. године. Штампано је у 10.000 примерака.